# So When You Gonna...
So When You Gonna... è il secondo album in studio del gruppo musicale britannico Dream Wife, pubblicato nel 2020.

## Tracce
1. Sports! – 3:24
2. Hasta la Vista – 3:42
3. Homesick – 3:03
4. Validation – 2:54
5. Temporary – 2:55
6. U Do U – 3:43
7. Rh Rn – 3:31
8. Old Flame – 3:43
9. So When You Gonna... – 3:39
10. Hold on Me – 3:58
11. After the Rain – 5:48